# Juan Alfonso Lombardi
Juan Alfonso Lombardi (nacido en la provincia de Santa Fe el 24 de abril de 1935) es un exfutbolista argentino. Se desempeñaba como defensor y su primer equipo fue Rosario Central.

## Carrera

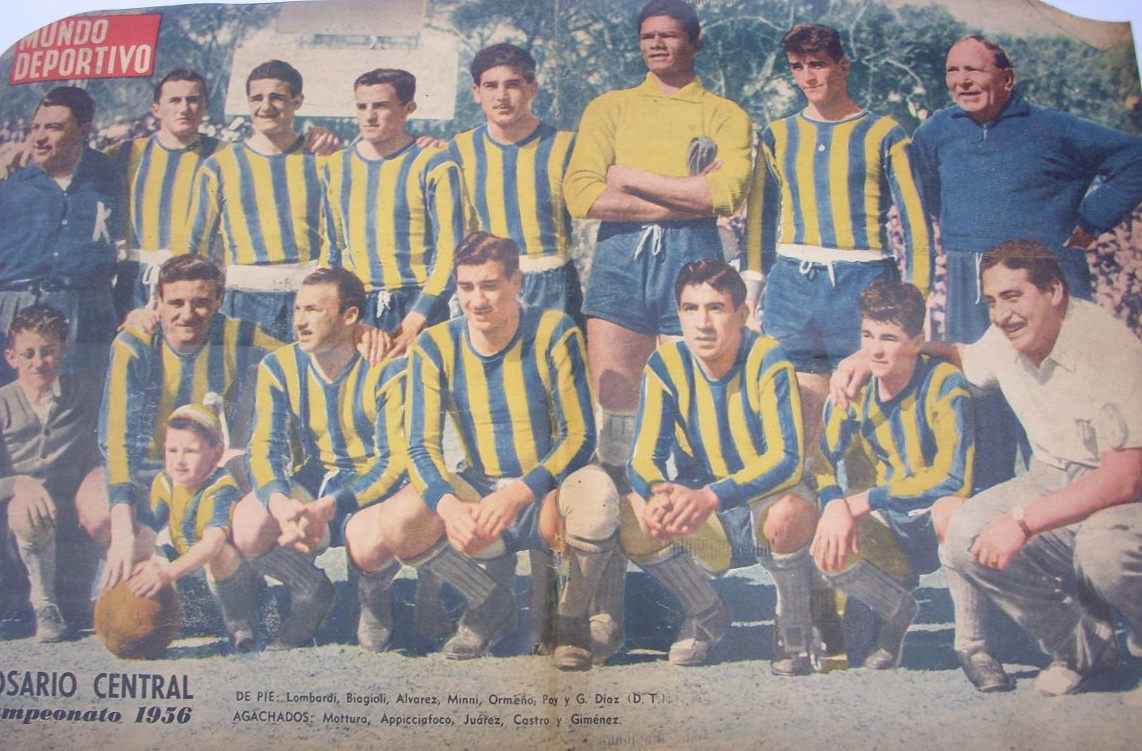
Rosario Central en 1956. Parados: Juan Lombardi, Juan Carlos Biagioli, Carlos Álvarez, José Minni, Wálter Ormeño, José Poi, Gerónimo Díaz (entrenador); hincados: Oscar Mottura, Roberto Appiciafuocco, Miguel Antonio Juárez, Juan Castro, Ricardo Giménez.

Su debut fue inmejorable, ya que convirtió el gol de la victoria de Central ante Tigre, el 27 de mayo de 1956, en cotejo válido por la séptima fecha del Campeonato de Primera División; el entrenador centralista era Alfredo Fógel. La presencia de Juan Carlos Biagioli y Néstor Lucas Cardoso en la zaga titular lo confinaron a ser jugador de alternativa, hasta que entre 1958 y 1959 logró afianzarse tras la salida del primero. En 1960 vio reducidas nuevamente sus chances ante la contratación del santiagueño José Casares, siendo ésta su última temporada en el club. Totalizó 76 presencias con la casaca auriazul, con dos goles convertidos.

## Clubes
| Club            | País      | Año       |
| --------------- | --------- | --------- |
| Rosario Central | Argentina | 1956-1960 |